# Nasal uvular
O nasal uvular é um tipo de fone consonantal empregado em alguns idiomas. O símbolo deste som no alfabeto fonético internacional é ɴ, e seu símbolo X-SAMPA equivalente é N\.
O nasal uvular é um som raro em vários idiomas, ocorrendo como fonema em apenas um pequeno punhado de línguas. É um complexo articulatório e um som altamente acentuado, pois é inerentemente difícil de produzir uma articulação nasal no ponto de contato uvular. Pode-se dizer que essa dificuldade articulatória é responsável pela raridade marcante desse som entre as línguas do mundo.
O nasal uvular ocorre mais comumente como um alofone condicionado de outros sons, por exemplo como um alofone de /n/ antes de uma plosiva uvular como em Quíchua, ou como um alofone de /q/ antes de outra consoante nasal como em Selkup. No entanto, foi relatado que existe como um fonema independente em um pequeno número de línguas. Os exemplos incluem a língua Klallam, as variedades Tawellemmet e Ayr do berbere Tuareg. o dialeto Rangakha do tibetano Khams, pelo menos dois dialetos da língua Bai, e a língua papua Mapos Buang. Em Mapos Buang e nos dialetos Bai, ele contrasta fonemicamente com um nasal velar.
Há também o nasal pré-uvular em algumas línguas como o yanyuwa, que é articulado um pouco mais frontalmente em comparação com o local de articulação do nasal uvular prototípico, embora não tão frontal quanto o nasal velar prototípico. O Alfabeto Fonético Internacional não tem um símbolo separado para esse som, embora possa ser transcrito como ⟨ɴ̟⟩ (⟨ɴ⟩ avançado), ⟨ŋ̠⟩ ou ⟨ŋ˗⟩ (ambos os símbolos denotam um ⟨ŋ⟩ retraído). Os símbolos X-SAMPA equivalentes são N\_+ e N_-, respectivamente.

## Características
- Seu modo de articulação é oclusivo, que significa que é produzido pela obstrução do fluxo de ar no aparelho vocal.
- Seu ponto de articulação é uvular, que significa que é articuldo com o dorso da língua contra a úvula.
- O tipo de fonação é sonora, que significa que as cordas vocais vibram durante a articulação.
- É uma consoante nasal, que significa que permite que o ar escape pelo nariz.
- é uma consoante central, que significa que é produzido permitindo a corrente de ar fluir ao meio da língua ao invés das laterais.
- O mecanismo de ar é egressivo, que significa que é articulado empurrando o ar para fora dos pulmões através do aparelho vocal.

## Ocorrências
| Língua       | Língua             | Palavra     | AFI            | Significado            | Notas                                                                                      |
| ------------ | ------------------ | ----------- | -------------- | ---------------------- | ------------------------------------------------------------------------------------------ |
| Africâner    | Muitos falantes    | aangenaam   | [ˈɑːɴχənɑːm]   | Prazeroso              | Alofone de /n/ ates de /χ/; realizado com [n] na fala formal.                              |
| Árabe        | Padrão             | انقلاب      | [ˌɪɴ.qʰɪˈlæːb] | Golpe de estado        | Alofone de /n/ antes de /q/; mais comumente realizado como [n].                            |
| Armênio      | Armênio            | անխելք      | [ɑɴˈχɛlk']     | Sem cérebro            | Alofone de /n/ antes de uma consoante uvular na fala formal.                               |
| Holandês     | Holandês           | aangenaam   | [ˈaːɴχəˌnaːm]  | Prazeroso              | Alofone de /n/ e /ŋ/ em dialetos que usam [χ]. Pode ser realizado como [n] na fala formal. |
| Inglês       | Nortúmbrio         |             |                |                        | Rebarba.                                                                                   |
| Georgiano    | Georgiano          | ზინყი       | [ziɴqʼi]       | Articulação do quadril | Alofone de /n/ antes de consoantes uvulares.                                               |
| Inuvialuktun | Inuvialuktun       | namunganmun | [namuŋaɴmuɴ]   | Para aonde?            |                                                                                            |
| Japonês      | Japonês            | 本/hon      | [hõ̞ɴː]         | Livro                  | O fechamento da língua às vezes é incompleoto.                                             |
| Kalaallisut  | Kalaallisut        | paarngorpoq | [paaɴːoʁpoq]   | Rastreia               |                                                                                            |
| Klallam      | Klallam            | sqəyáyŋəxʷ  | [sqəˈjajɴəxʷ]  | Grande árvore          | Contrasta com forma glotalizada.                                                           |
| Mapos Buang  | Mapos Buang        | alunġ       | [aˈl̪uɴ]        | Viúvo                  | Fonêmico, e contrasta com /ŋ/.                                                             |
| Bai          | Dialeto enqi       |             | [ɴa˨˩]         | Andar                  | Fonêmico, e contrasta com /ŋ/.                                                             |
| Bai          | Dialeto luobenzhuo | 我          | [ɴɔ˦˨]         | Eu                     | Fonêmico, e contrasta com /ŋ/.                                                             |
| Quíchua      | Peruano            | sunqu       | [ˈs̠oɴqo]       | Coração                | Alofone of /n/.                                                                            |
| Espanhol     | Espanhol           | enjuto      | [ẽ̞ɴˈχuto̞]      | enxuto                 | Alofone of /n/.                                                                            |
| Turcomeno    | Turcomeno          | jaň         | [dʒʌɴ]         | Sino                   | Contrasta com /ŋ/                                                                          |
| Yanyuwa      | Yanyuwa            | wangulu     | [waŋ̠ulu]       | Menino adolescente     | Pré-uvular; contrasta com pós-palatal [ŋ˖].                                                |